# Kanton Saint-Juéry
Der Kanton Saint-Juéry ist seit 2015 ein französischer Wahlkreis im Arrondissement Albi, im Département Tarn und in der Region Okzitanien; sein Hauptort ist Saint-Juéry.

## Gemeinden
Der Kanton besteht aus sechs Gemeinden mit insgesamt 15.011 Einwohnern (Stand: 1. Januar 2022) auf einer Gesamtfläche von 65,73 km²:
| Gemeinde           | Einwohner 1. Januar 2022 | Fläche km² | Dichte Einw./km² | Code INSEE | Postleitzahl |
| ------------------ | ------------------------ | ---------- | ---------------- | ---------- | ------------ |
| Arthès             | 2.528                    | 10,01      | 253              | 81018      | 81160        |
| Cambon             | 2.128                    | 7,71       | 276              | 81052      | 81990        |
| Cunac              | 1.622                    | 6,38       | 254              | 81074      | 81990        |
| Dénat              | 845                      | 15,01      | 56               | 81079      | 81120        |
| Fréjairolles       | 1.313                    | 17,41      | 75               | 81097      | 81990        |
| Saint-Juéry        | 6.575                    | 9,21       | 714              | 81257      | 81160        |
| Kanton Saint-Juéry | 15.011                   | 65,73      | 228              | 8122       | –            |

## Veränderungen im Gemeindebestand seit 2016
2017: Fusion Labastide-Dénat und Puygouzon (Kanton Albi-2) → Puygouzon